# ريان بارنز
ريان بارنز هو لاعب هوكي الجليد كندي، ولد في 30 يناير 1980.

## وصلات خارجية
- ريان بارنز على موقع دوري الهوكي الوطني (الإنجليزية)
- ريان بارنز على موقع قاعة مشاهير الهوكي (لاعب أن.إتش.أل) (الإنجليزية)
- ريان بارنز على موقع EliteProspects.com (الإنجليزية)
- ريان بارنز على موقع HockeyDB.com (الإنجليزية)
- ريان بارنز على موقع Hockey-Reference.com (الإنجليزية)